# Assault Attack
Az Assault Attack The Michael Schenker Group harmadik nagylemeze. Az albumot Graham Bonnet-tel készítették, aki már zenélt a Rainbow-ban és a kevesebb hírnévvel rendelkező Alcatrazz nevű együttesben is. A lemezen a producer Martin Birch volt.

## Dalok
1. Assault Attack 4:16
2. Rock You To The Ground 5:48
3. Dancer 4:41
4. Samurai 5:16
5. Desert Song 5:51
6. Broken Promises 6:21
7. Searching For A Reason 3:46
8. Ulcer 3:53

## Az együttes tagjai
- Graham Bonnet - ének
- Michael Schenker - gitár
- Chris Glen - basszusgitár
- Tommy Eyre - billentyűs hangszerek
- Ted McKenna - dob